# Shōhachi Ishii
Shōhachi Ishii (japanisch 石井 庄八 Ishii Shōhachi; * 20. September 1926 in Tokio; † 4. Januar 1980) war ein japanischer Ringer.

## Karriere
Ishii gewann bei den Olympischen Spielen 1952 in Helsinki die Goldmedaille im Bantamgewicht im Freistil und wurde damit Japans erster Olympiasieger im Ringen.
Er studierte an der juristischen Fakultät der Chūō-Universität und arbeitete nach seinem Abschluss bei der Werbeagentur Dentsū. 1967 gründete er das Unternehmen Nisshō. Später kehrte er als Ringtrainer an seine Alma Mater zurück.